# Luiz Cláudio Costa
Luiz Cláudio Costa é professor e pesquisador na Universidade Federal de Viçosa. Foi secretário-executivo do Ministério da Educação até 17 de maio de 2016 (MEC).

## Biografia
Foi nomeado reitor da Universidade Federal de Viçosa (UFV) em outubro de 2008 com 58,54% dos votos. Tomou posse em novembro do mesmo ano.
Ingressou na Universidade Federal de Viçosa em 1983. É atualmente professor titular aposentado do Departamento de Engenharia Agrícola na área de mudanças climáticas. É pesquisador do CNPq, foi presidente da Sociedade Brasileira de Agrometeorologia e líder da equipe de especialistas de Mudanças Climáticas da Organização Meteorológica Mundial (OMM) da ONU.
Em janeiro de 2011, foi nomeado e assumiu a Secretaria de Educação Superior (SESu) do Ministério da Educação, deixando a reitoria da Universidade Federal de Viçosa. Em fevereiro de 2012, deixou a Secretaria de Educação Superior e foi nomeado presidente do Instituto Nacional de Estudos e Pesquisas Educacionais Anísio Teixeira (INEP). Em 12 de fevereiro de 2014, deixou a presidência do INEP e assumiu a Secretária Executiva do Ministério da Educação (MEC). Por licença do titular, assumiu interinamente o cargo de ministro da Educação em 03 de março, posteriormente, depois da demissão do titular da pasta, Cid Gomes, em 18 de março, continuou exercendo o cargo de ministro interino da educação.